# Arguloza
Arguloza, zwana inaczej splewkowicą – choroba pasożytnicza ryb wywoływana przez widłonogi z rodzaju Argulus. Najczęściej spotykanym w Europie pasożytem z tego rodzaju jest splewka karpiowa Argulus foliaceus, rzadziej występują Argulus japonicus i Argulus coregoni. Choruje wiele gatunków ryb słodkowodnych, choroba może także wystąpić u ryb akwariowych. Pasożyty usadawiają się na skórze ryb, przysysając się do nich przyssawkami. Odżywiają się krwią i limfą. Ryjkiem zaopatrzonym w sztylecik przebijają skórę ryby. Z gruczołów znajdujących się w ryjku wpuszczają substancję toksyczna działająca trująco na ryby.

## Objawy
Opadnięte przez pasożyty ryby wykazują wyraźne osłabienie. Skóra jest chorobowo zmieniona, uszkodzony naskórek łuszczy się. Mogą powstawać ubytki sięgające aż do mięśni. Silne inwazje mogą prowadzić do śnięcia ryb. Dotyczy to zarówno narybku jak i osobników dorosłych.

## Leczenie
Do leczenia używa się w hodowlach preparatów fosforoorganicznych. Możliwe są również kąpiele w roztworach nadmanganianu potasu.